# بخش کروکس-ده-بوکت
بخش کروکس-ده-بوکت (به لاتین: Croix-des-Bouquets Arrondissement) یک منطقهٔ مسکونی در هائیتی است که در شهرستان غربی واقع شده‌است. بخش کروکس-ده-بوکت ۱٬۹۳۰٫۱۷ کیلومتر مربع مساحت و ۴۷۴٬۸۰۶ نفر جمعیت دارد.